# Artjärvi
Artjärvi (Zweeds: Artsjö) is een voormalige gemeente in de Finse provincie Zuid-Finland en in de Finse regio Päijät-Häme. De gemeente had een totale oppervlakte van 177 km² en telde 1562 inwoners in 2003.
In 2011 ging de gemeente op in de stad Orimattila.
Asikkala · Hartola · Heinola · Hollola · Kärkölä · Lahti · Orimattila · Padasjoki · Sysmä
Voormalige gemeenten:
Artjärvi · Hämeenkoski · Heinolan maalaiskunta · Nastola